# Forlì
Forlì là một thành phố và khu tự quản (comune) thủ phủ tỉnh Forlì-Cesena, vùng Emilia-Romagna của Ý. Forlì nằm dọc theo Via Emilia, hữu ngạn sông Montone, là một trung tâm nông nghiệp quan trọng. Thành phố có nhiều công trình nổi bật văn hóa và nghệ thuật quan trọng. Đây là nơi sinh của Melozzo da Forlì, Flavio Biondo, Geronimo Mercuriali và Giovanni Battista Morgagni. Khu trường sở Forlì (thuộc đại học Bologna) chuyên về kinh tế, kỹ thuật công trình, khoa học chính trị cũng như trường phát ngôn ngữ hiện đại tiên tiến. 
Đô thị Forlì có diện tích 228 km2, dân số thời điểm 30 tháng 4 năm 2009 là 116.864 người.